# In-N-Out Burger
In-N-Out Burger — американська мережа ресторанів швидкого харчування, що працює переважно на південному заході США та узбережжі Тихого океану. In-N-Out Burger був заснований в Болдвін-Парку (Каліфорнія) 22 жовтня 1948 року подружньою парою Гаррі та Естер Снайдерами. Штаб-квартира компанії на сьогодні знаходиться в місті Ірвайн (Каліфорнія), і поступово розширюється за межі Південної Каліфорнії, в інші частини Каліфорнії, а також в штати Аризона, Невада, Юта, Техас і Орегон. Власником мережі на сьогодні є Лінсі Снайдер, єдина онука оригінальних засновників.